# Lingtep
Lingtep (en népalais : लिङतेप्) est un comité de développement villageois du Népal situé dans le district de Taplejung. Au recensement de 2011, il comptait 1 616 habitants.